# パク・サンチョル
パク・サンチョル（박상철、朴尚哲、1969年1月19日 - ）は、韓国江原道三陟郡(現･三陟市)出身のトロット歌手である。本貫は密陽朴氏。

## 経歴
高校卒業後、美容師の資格を取得し、美容師として活動。特殊戦司令部に入隊する。歌手を夢見てソウルへ上京しオーディションなどを受ける。1993年、KBS全国のど自慢で最優秀賞を獲得。1999年にも出演し再び最優秀賞を獲得し、2000年にデビュー。しかしヒットせず、無名時代を脱却するためリポーターや「神秘的なTVサプライズ」の再現ドラマ俳優としても活動した。
2001年に発売した「チャオクよ（자옥아）」のヒットでiTV成人歌謡大賞を受賞。2005年の「無条件（무조건）」は発売当初は低調だったが、バラエティー番組「1泊2日」で取り上げられたことがきっかけで大ヒットを記録。チャン・ユンジョン「オモナ」に次ぐ2000年代を代表する新世代トロット曲となる。日本では2015年に川﨑麻世が「無条件」を日本語詞でカバーした。
日本では「世界平和統一家庭連合（統一教会）」の日本人信者が「無条件」を好んで聴く韓鶴子総裁に手向けてダンスを踊る動画がインターネット上で拡散され注目を浴びた。

## ディスコグラフィ
- 1集「ブーメラン（부메랑）」（2000年8月）
- 2集「チャオクよ（자옥아）」（2001年10月1日）
- シングル「馬耳山（마이산）」（2003年）
- 「無条件 大韓民国応援歌Ver（무조건 대한민국 응원가）」（2005年)
- 3集「無条件（무조건）（2005年3月29日）」
- 「パクサンチョル with DJオガ 日が昇る日（박상철 with DJ Oga해뜰날）」（2007年2月9日）
- 4集「ファン・ジニ（황진이）」（2007年3月22日）
- シングル「花風（꽃바람）」（2007年4月30日）
- 5集「プップー（빵빵）」（2010年1月8日）
- カラオケアルバム「カラオケ（노래방）」（2011年9月19日）
- 6集「とってもきれい（너무 예뻐）」（2011年12月22日）
- 7集「百年日（일백년）」（2013年）

### ミュージックビデオ
| 年度 | 曲名/リンク  |
| ---- | ------------ |
| 2011 | カラオケ M/V |
| 2014 | 空き缶 M/V   |

## 受賞歴
- 1993年、KBS全国のど自慢最優秀賞
- 1999年、KBS全国のど自慢最優秀賞
- 2003年、iTV成人歌謡大賞
- 2004年、WBS原音放送フイマンサン
- 2004年、韓国芸能人協会ベスト歌手賞
- 2006年、第6回大韓民国伝統歌謡男性歌手最高賞
- 2006年、第16回ソウル歌謡大賞成人部門本賞
- 2009年、第17回大韓民国文化芸能大賞成人歌謡10大歌手賞
- 2010年、第18回大韓民国文化芸能大賞成人歌謡部門大賞
- 2010年、第18回大韓民国文化芸能大賞成人歌謡10大歌手賞
- 2010年、第19回ソウル歌謡大賞トロット賞